# The Queen of Basketball

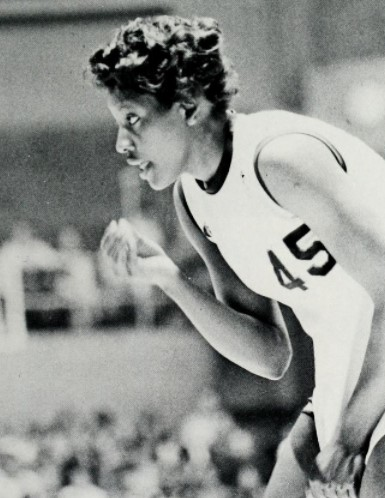
Lusia Harris en 1977.

Pour plus de détails, voir Fiche technique et Distribution.
The Queen of Basketball est un court métrage documentaire américain réalisé par Ben Proudfoot et sorti en 2021. Il a remporté l'Oscar du meilleur court métrage documentaire en 2022.

## Sujet
Le film raconte la vie et la carrière sportive de Lusia Harris (1955-2022), pionnière du basket-ball féminin aux États-Unis, première afro-américaine intronisée au Basketball Hall of Fame, première femme repêchée par une équipe de la Ligue nationale de basket-ball.

## Fiche technique
- Titre : The Queen of Basketball
- Réalisation : Ben Proudfoot
- Photographie : Brandon Somerhalder
- Musique : Nicholas Jacobsen-Larson
- Montage : Stephanie Owens, Ben Proudfoot
- Production : Breakwater Studios
- Durée : 22 minutes[2]
- Date de sortie : 10 juin 2021 (Festival du film de TRibeca)[3]

## Distinctions
- 2021 : Critics' Choice Documentary Awards
- Oscars 2022 : Oscar du meilleur court métrage documentaire[4]